# Helinomydaea flavofusca
Helinomydaea flavofusca är en tvåvingeart som först beskrevs av Malloch 1924.  Helinomydaea flavofusca ingår i släktet Helinomydaea och familjen husflugor. Inga underarter finns listade i Catalogue of Life.